# 鳞柄铁角蕨
鳞柄铁角蕨（学名：Asplenium gueinzianum），又名撕裂铁角蕨，为铁角蕨科铁角蕨属下的一个种。

## 扩展阅读
- 維基物種上的相關：鳞柄铁角蕨